# Szent Katalin-kolostor
A Szent Katalin-kolostor (arabul: دير القدّيسة كاترينا, görögül: Μονὴ τῆς Ἁγίας Αἰκατερίνης, Monì tìs Agìas Ekaterìnis) Egyiptomban a Sínai-félszigeten, a Sínai-hegy (Hóreb-hegy) csúcsának lábánál fekszik.  Az ószövetségi feljegyzések szerint itt, a hegyen kapta meg Mózes a törvény tábláit. A hegyet a muzulmánok Dzsebel Musza néven ismerik és tisztelik. Az egész terület az ábrahámi vallások számára szent hely.
2002 óta szerepel az UNESCO kulturális világörökségek listáján.
A görög ortodox kolostort 550 körül alapították és ez a világ egyik legrégebbi, folyamatosan eredeti feladatkörében működő kolostora. 
A kolostor előtt kápolna állt itt, amelyet a 4. század elején Heléna császárnő építtetett, azon a helyen, ahol a hagyomány szerint Mózes az égő csipkebokrot látta. Mózes később a közeli hegyen kapta meg a Tízparancsolatot tartalmazó kőtáblákat.
A hely a keresztények között hamar zarándokhellyé vált és a 6. században I. Iusztinianosz bizánci császár  parancsára megerősített kolostort építettek erődszerű falakkal körbevéve, hogy megvédjék a szerzeteseket és a zarándokokat a fosztogatóktól. Az épületegyüttest csak valamivel ezután szentelték Alexandriai Szent Katalinnak.
A bonyolult elrendezésű, útvesztőre hasonlító kolostor falai és épületei a bizánci építészet jelentős alkotásai. A kolostor legfontosabb részei, a 6. századból származó bazilika és az úgynevezett „Égő csipkebokor-kápolna” különösebb károsodás nélkül, jó állapotban maradtak fenn. A kolostorban található a világ legrégebbi, folyamatosan működő könyvtára, felbecsülhetetlen értékű kora keresztény kéziratokat és ikonokat őriznek, valamint egy Jézus színeváltozását ábrázoló, szintén a korai kereszténység korából származó mozaikot.
A kolostorban lakó közösségek mindig igyekeztek szoros kapcsolatot ápolni a körülöttük élő muszlimokkal. Ennek bizonyítéka egy 623-ból származó, Mohamed próféta aláírását viselő dokumentum, ami felmenti a szerzeteseket a katonai szolgálat és az adófizetés alól. Viszonzásul a kolostor területén egy kápolnát mecsetté alakítottak át, ami azóta is muszlim imahelyként működik.

## Galéria

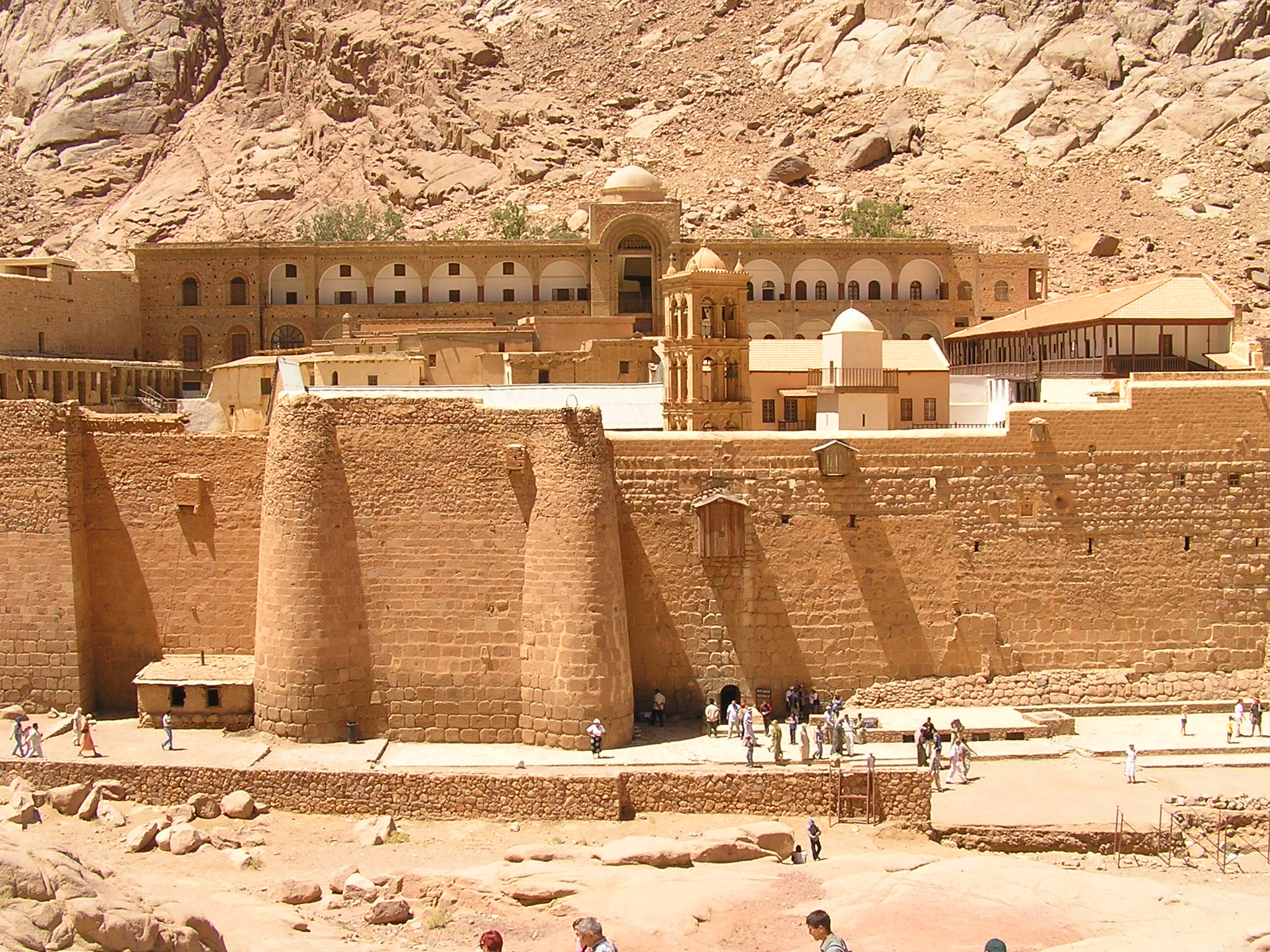
A kolostor falai
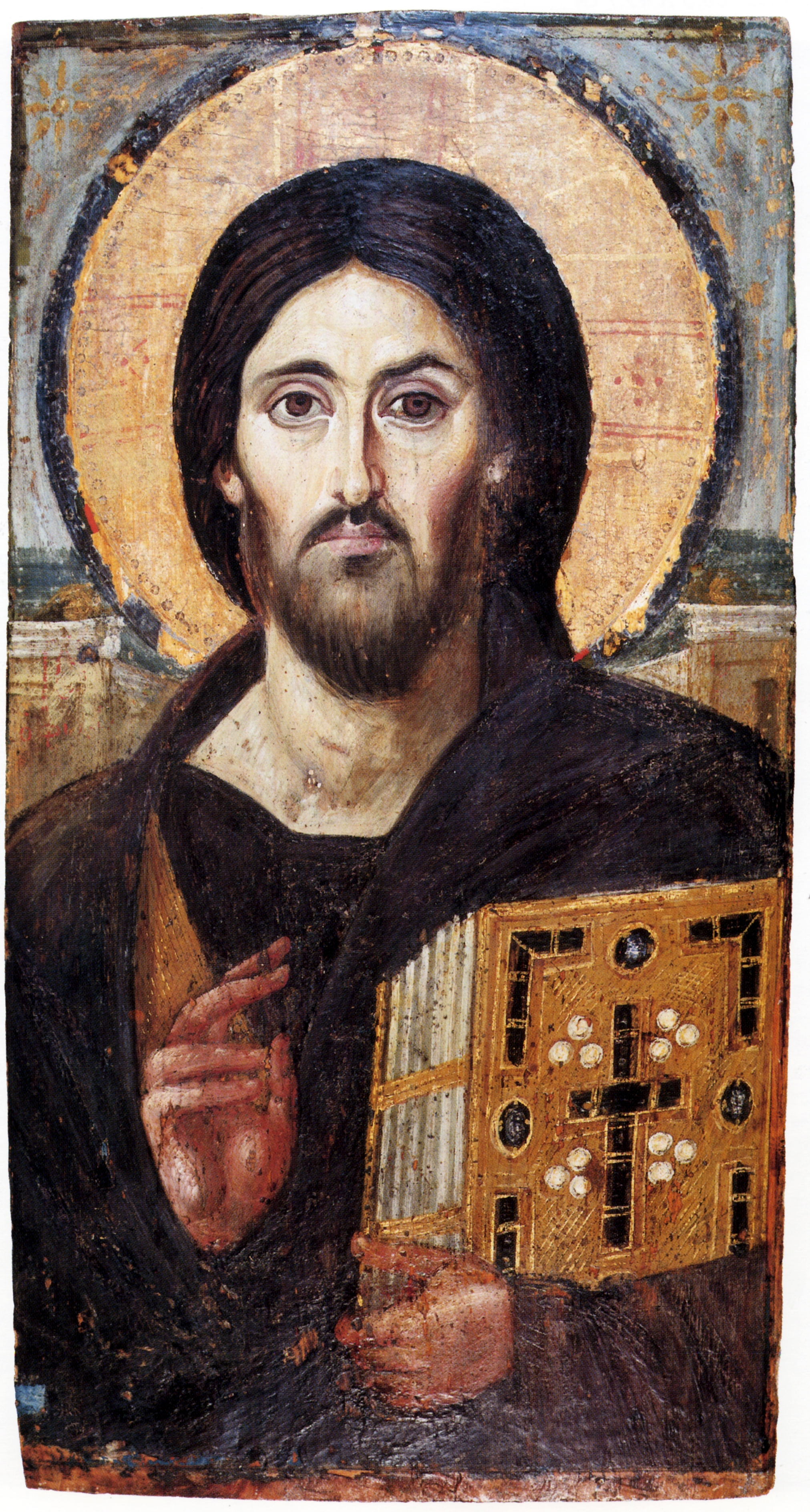
A Pantokrátor ikon
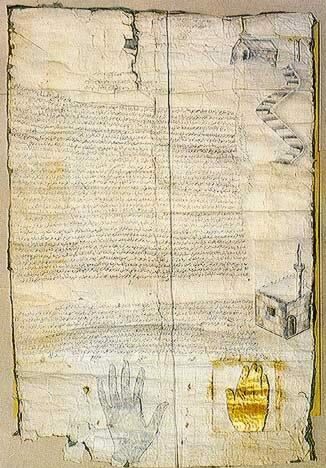
Mohamed próféta védelmi levele
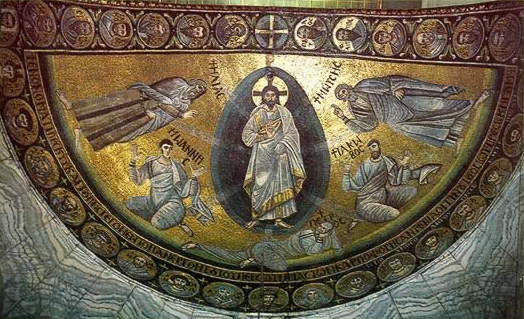
A 46 m²-es Jézus színeváltozása mozaik a 6. században készült Jusztiniánusz bizánci császár megrendelésére